# 小行星3255
小行星3255（3255 Tholen）是一颗围绕太阳公转的小行星。1980年9月2日，愛德華·鮑威爾在可可尼诺县发现了此天体。
該小行星以美國天文學家大衛·J·托倫命名。
这颗小行星的绝对星等为79.25037328008814等。